# Kvívík
Kvívík (IPA: [ˈkʰvʊivʊik], danska: Kvivig) är en tätort på Färöarna. Orten är belägen på västkusten av huvudön Streymoy och är administrativt centrum för Kvívíks kommun. Geografiskt omfamnar orten en liten vik som delas i två av ån Stórá. Vid folkräkningen 2015 hade Kvívík 381 invånare.

## Samhälle
Den första skolan i Kvívík togs i bruk 1907 och dagens skola invigdes 22 augusti 1976 efter en ceremoni av vicebiskop Ejvindur Vilhelm. Skolan tar in elever från Kvívík, Stykkið och Skælingur. De övriga eleverna i kommunerna, från Válur och Leynar, får platser i skolorna i Vestmanna och Leynar. Från sjätte klass får eleverna i kommunen fortsätta studierna på ungdomsskolan i Vestmanna. Skolan har idag omkring 60 elever, och vid ungdomsskolan i Vestmanna finns ett 30-tal elever från Kvívíks kommun.
I Kvívík finns ett samlingslokal, Glæman. Det är kooperativa föreningen Samvirki som äger och driver huset. Byn har både bankkontor och postkontor och de flesta invånare arbetar på andra orter än hemorten. I övrigt bedrivs jordbruk i orten och här finns också två hantverksföretag.

## Befolkningsutveckling
| Befolkningsutvecklingen i Kvívík 1985–2015 | Befolkningsutvecklingen i Kvívík 1985–2015 | Befolkningsutvecklingen i Kvívík 1985–2015 | Befolkningsutvecklingen i Kvívík 1985–2015 | Befolkningsutvecklingen i Kvívík 1985–2015 |
| ------------------------------------------ | ------------------------------------------ | ------------------------------------------ | ------------------------------------------ | ------------------------------------------ |
|                                            |                                            |                                            |                                            |                                            |
| År                                         |                                            |                                            | Folkmängd                                  |                                            |
| 1985                                       | 1985                                       |                                            | 335                                        |                                            |
| 1990                                       | 1990                                       |                                            | 371                                        |                                            |
| 1995                                       | 1995                                       |                                            | 370                                        |                                            |
| 2000                                       | 2000                                       |                                            | 357                                        |                                            |
| 2005                                       | 2005                                       |                                            | 378                                        |                                            |
| 2010                                       | 2010                                       |                                            | 372                                        |                                            |
| 2015                                       | 2015                                       |                                            | 381                                        |                                            |
|                                            |                                            |                                            |                                            |                                            |

## Historia
Det är osäkert när Kvívík grundades, men orten räknas som äldre än från år 1200. Fynd av hus från 1000- eller 1100-talet, som troligtvis uppfördes av irländska munkar har hittats, och detta tyder på att Kvívík kan vara en av Färöarnas äldsta bosättningar. Bebyggelsen i orten har kontinuerligt förnyats genom nybyggnationer och rivningar av äldre byggnader. Den äldsta byggnaden i orten idag är från 1700-talet.
I Kvívík finns både kyrka och prästgård. Den första kyrkan i Kvívík byggdes under mitten av 1800-talet och dagens kyrka, Kvívíkar kirkja, togs i bruk 1903. Prästgården på Kirkjuteigur härstammar från ungefär samma tid som den första kyrkan.